# براندان ليون
براندان ليون (5 أبريل 1975 في نيوزيلندا - ) (بالإنجليزية: Brendan Lyon)‏ هو لاعب كريكت نيوزلندي.

## وصلات خارجية
- براندان ليون على موقع إي آس بي آن كريك إنفو (الإنجليزية)